# HD204411
HD204411 — хімічно пекулярна зоря спектрального класу A6, що має видиму зоряну величину в смузі V приблизно  5,3.
Вона  розташована на відстані близько 389,7 світлових років від Сонця.

## Фізичні характеристики
Зоря HD204411 обертається 
порівняно повільно 
навколо своєї осі. Проєкція її екваторіальної швидкості на промінь зору становить  Vsin(i)= 23км/сек.

## Пекулярний хімічний склад
Зоряна атмосфера HD204411 має підвищений вміст 
Eu
.